# Jornada Mundial da Juventude de 1991
A VI Jornada Mundial da Juventude (ou JMJ 1991) foi um festival da juventude católica realizado entre os dias 10 e 15 de agosto de 1991, em Częstochowa, na Polônia. O evento teve grande importância, por se a primeira JMJ com participação de jovens de países do leste europeu, após o fim de seus regimes comunistas.

## Preparação
A escolha da cidade polonesa de Częstochowa teve um forte valor simbólico: o local tem um grande santuário, do qual até mesmo João Paulo II era muito devoto, além disso, a cidade fica na Polônia, onde o papa nasceu. Assim, foi uma oportunidade para prestar homenagem a todos aqueles que morreram durante a II Guerra e regime soviético.

## Tema
O tema escolhido por João Paulo II foi o oitavo capítulo da Carta aos Romanos, versículo 15: "Recebestes um espírito de filhos".

## Hino
O hino escolhido para este ano foi chamado de Abba Ojcze (em português:  Abba, Pai, tendo sido composto por Slawomir Scychowiak, Mario Tomassi Tamoasso e Sergio Tomassi Tamoasso.

## Programação
O evento foi realizado como parte da visita apostólica do Papa à Polônia e Hungria, sendo realizado a partir de 13 até 20 de agosto de 1991. A Jornada teve cinco dias de duração, sendo os três primeiros com as catequeses, depois com a Missa e a vigília no Santuário de Jasna Góra para os peregrinos.
Pela primeira vez na história mundial, o número de participantes ultrapassou um milhão: estes eram, de fato, de acordo com várias estimativas, entre 1,5 milhões e 1,8 milhões. quebrando o recorde anterior da JMJ de 1987, realizada em Buenos Aires. Os peregrinos eram provenientes de 75 países. Pela primeira vez, eles puderam envolver os jovens católicos dos países que formavam o Pacto de Varsóvia. O Papa João Paulo II usou o Esperanto para falar com os jovens em Mount Hela na abertura e no encerramento da JMJ.